# استیون انگوسان
استیون انگوسان (انگلیسی: Steven N'Guessan؛ زادهٔ ۲۹ ژوئیهٔ ۲۰۰۰) بازیکن فوتبال اهل فرانسه است.